# Коннолли, Алан
Алан Норман Коннолли (англ. Alan Norman Connolly; род. 29 июня 1939, Скиптон, Виктория) — австралийский крикетист.

## Биография

### Ранние годы
Родился 29 июня 1939 года в Скиптоне, штат Виктория, Австралия.

### Игровая карьера
На профессиональном уровне дебютировал в крикете в 1959 году в составе команды «Виктория», вместе с которой выступал на протяжении всей своей карьеры. Кроме того, с 1969 по 1970 год он был в составе английской команды «Мидлсекс».
Свой первый международный тестовый матч в составе сборной Австралии Коннолли провёл 6 декабря 1963 года против команды ЮАР. Его последний выход на поле с составе национальной команды состоялся 9 января 1971 года в матче против сборной Англии.
В 1971 году он объявил об уходе из профессионального крикета.